# Josefina Olóriz
Josefina Olóriz Arcelus (Mar del Plata, Argentina; 27 de agosto de 1894 - San Sebastián, España; 18 de octubre de 1988) fue una inspectora de enseñanza primaria, de ideología conservadora, con trayectoria política durante la Dictadura de Primo de Rivera.

## Biografía
Nació en Argentina en el seno de una familia de origen vasco formada por José Benítez Olóriz Izaguirre y José Ignacia Arcelus que tuvieron tres hijas y un hijo. Aún adolescente, su familia se trasladó a vivir a España, instalándose en San Sebastián. Realizó en 1909 el examen de ingreso en el Instituto de Guipúzcoa y en 1911 la reválida de Maestra de Primera enseñanza superior en la Escuela Normal de Burgos, con título expedido en 1915 por el Ministerio de Instrucción Pública[1].Bachiller en el Instituto Cardenal Cisneros. Licenciada como maestra,
Trabajo durante años en la Escuela Normal de Maestras de San Sebastián; comenzó en los primeros meses de 1915 como profesora auxiliar interina de Letras[2] y unos años después, en 1921, en el cargo de secretaria del centro. En las oposiciones celebradas en 1929 gana una plaza de Inspectora[3] y pasa a la situación de «excedencia en el cargo de Auxiliar de Letras de la Escuela Normal de Maestras de Guipúzcoa»[4].
Después de un tiempo de excedencia voluntaria, solicita el reingreso en el servicio activo en agosto de 1937 y le es aceptado por la Comisión de Cultura y Enseñanza[5]. Unos meses después, en noviembre, recibe el nombramiento de esta misma Comisión “para el cargo de Inspector-Jefe (sic) de primera enseñanza de la provincia de Guipúzcoa”[6], que desempeñará hasta su cese en 1960[7]. Se jubila en 1964.
El 25 de marzo de 1931 fue nombrada, por concurso, inspectora de las escuelas rurales de la Diputación de Guipúzcoa, aún no dominando el euskera, lo cual provocó críticas[8]. Joxe Garmendia Larrañaga ha publicado que la labor pedagógica de estas escuelas provinciales comenzó en 1933 en las cuales, según la inspectora Oloriz, debería rechazarse “las lecciones de memoria y el uso excesivo de los libros de texto, recomendando en su lugar la comunicación viva, la interpretación de los fenómenos, la realización de los ejercicios y las excursiones. En cuanto al sentido de la educación insistía en que la finalidad era fomentar en el niño el amor a la verdad y la justicia y el despertar el gusto por las bellezas artísticas y de la naturaleza”[9]. Desde ese puesto de inspectora, fue nombrada para participar en el proceso de depuración del magisterio iniciado en 1936, de control de quienes simpatizaran con "ideologías e instituciones disolventes, en abierta oposición con el genio y tradición nacional" según se recogía en el Decreto n.º 66 publicado el 11 de noviembre de 1936 en el Boletín Oficial del Estado.
En un informe enviado por el Rector de la Universidad de Valladolid a la Comisión de Cultura y Enseñanza incluyendo nombres de posibles integrantes de las Comisiones Depuradoras, se afirma que Josefina Olóriz tenía una «conducta inmejorable»[10].
Partidaria de la participación de la mujer en la vida pública, su ideología política era conservadora, de ahí que publicara, durante la Dictadura de Primo de Rivera, coincidiendo con su presencia en la Asamblea Nacional, varios artículos sobre esa participación en el periódico Unión Patriótica, órgano oficial del partido único primorriverista. Las mujeres casadas y las solteras no emancipadas carecían todavía de estos derechos al estar sometidas a la patria potestad del «pater familias» (padre o marido).
El 30 de junio de 1925 se convirtió, junto con Carmen Resines en una de las primeras mujeres designadas concejal en España, al jurar ambas como ediles del ayuntamiento de San Sebastián presidido por el alcalde José Elósegui. Fueron las primeras mujeres de España en ocupar ese cargo.
Algunos años después, en 1929, el sustituto de Elósegui al frente de la alcaldía, José A. Beguiristain, nombró a Olóriz teniente de alcalde, afirmando algunas fuentes que fue también la primera mujer de España en ocupar dicho cargo.
En octubre de 1927, Miguel Primo de Rivera nombró una Asamblea Nacional que debía elaborar un anteproyecto de Constitución para 1929, como forma de dar legitimidad al régimen. En dicha Asamblea el régimen primorriverista incluyó 13 mujeres, que de esta forma se convirtieron en las primeras mujeres diputadas del Congreso en la historia de España. Entre las trece se encontraba también Josefina Olóriz, que actuaba como representante de actividades de la vida nacional. Josefina Oloriz fue asignada a la sección 10.ª de Educación e Instrucción y se le encomienda la ponencia de “Enseñanza y Educación primarias”[11]. Intervino en varias de las sesiones plenarias. En la de Presupuestos, el 15 de diciembre de 1928, en la de 21 de marzo de 1929 sobre el Proyecto de Estatuto de la Primera Enseñanza[12].
Tras la caída de la dictadura de Primo de Rivera, en 1930, Olóriz dio fin a su presencia política como diputada.
En agosto de 1928 es nombrada Vocal de la representación ciudadana en la Comisión de Construcciones escolares de la provincia de Guipúzcoa[13]. En diciembre de 1956, Vocal de la Junta Provincial de Protección de Huérfanos del Magisterio de Guipúzcoa[14].
El periódico La Voz de España, de San Sebastián, le dedicó un artículo titulado «Ante la eminente jubilación»: «[…] Guipúzcoa tiene contraída una deuda de gratitud con la Srta. Olóriz por la gran obra que deja realizada. La creación de escuelas, comedores escolares, la sabia orientación de los maestros que encontraron siempre en esta prestigiosa inspectora estímulos y la resolución de los problemas […]»[15].
Militante católica tuvo también protagonismo en actividades de la Acción Católica Femenina, interviniendo en 1926 en un ciclo de estudios católico-sociales y femeninos de la Acción Católica de la Mujer en Vizcaya[16], en 1934 en un Curso organizado por la Junta Central de Acción Católica en Santander, en 1935 formando parte del Comité organizador femenino de los Cursos de Acción Católica de Guipúzcoa[17] y otras. En la Federación de Amigos de la Enseñanza pronunció una conferencia en 1933, en la Tercera Semana de Estudios Pedagógicos celebrada en Madrid[18]. En la Institución Teresiana, a la que pertenecía, participó en las Asambleas de Cooperadoras Técnicas de la Institución Teresiana, de San Sebastián, Burgos y Sevilla.
Olóriz creía que la existencia de mujeres pioneras (como ella misma) iría abriendo progresivamente el servicio público a otras mujeres, pero sin embargo, entendía que el papel que estas deberían jugar en la función pública debía estar ligado a aquellas actividades relacionadas con la competencia natural y experiencia doméstica de la mujer; es decir actividades como la educación, sanidad, servicios sociales, higiene, limpieza, urbanismo, etc., que podrían entenderse como tareas de mujeres en la mentalidad de la época, pero que eran una contribución imprescindible al cuidado y al bienestar personal de toda la sociedad.
En 1949 fue nombrada para la Comisión encargada de redactar un anteproyecto de Ley fundamental de la Primera Enseñanza[19].
El Ayuntamiento de San Sebastián le dedicó en 2001 una plaza que lleva el nombre de Resines y Olóriz, en honor de las dos primeras concejalas que tuvo la ciudad[20].

## Obras
- La tercera peregrinación del magisterio español a Roma, boletín de la institución teresiana, 134, enero 1926, pp. 7475

- La mujer en la política, La Esfera, 17 de marzo de 1928, pp. 4-5.

- La actuación femenina en la vida nacional, Unión patriótica, 15 de abril de 1928, pp. 13-14

- Programa de acción municipal femenina, Unión patriótica, 15 de mayo de 1928, p. 12.

- Balance de la actuación femenina en la vida político-administrativa de España, Unión patriótica, 13 de septiembre de 1928, pp. 17 y 19.

- Reivindicaciones femeninas en los últimos años, Unión patriótica, 13 de septiembre de 1928, pp. 31 y 33.

- La actuación femenina en la Asamblea Nacional, Boletín de la Institución Teresiana, (164) julio 1928, pp. 196-198.

- La actuación femenina en la Asamblea nacional, Diario de la Marina, 23 de septiembre de 1928, p. 42.

- Posición de las cooperadoras técnicas frente a los derechos civiles y políticos de la mujer, Boletín de la Institución Teresiana, (179) octubre 1929, pp. 166-168 y (180) noviembre 1929, pp. 182-184.

- Nuestros círculos de estudios, Boletín de la Institución Teresiana, (211) agosto 1932, pp. 217-218.

- Madres educadoras, Boletín de la Institución Teresiana, (247), octubre 1935, pp. 8-9.

- De educación familiar, Boletín de la Institución Teresiana, (249) diciembre 1935, pp. 53-54.